# معاهدة هوبويل
تم توقيع ثلاث اتفاقيات، عُرفت كل منها باسم معاهدة هوبويل، بين ممثلي كونغرس الولايات المتحدة وقبائل الشيروكي والتشوكتاو والتشيكاسو. وتم التفاوض عليها وتوقيعها في مزرعة هوبويل بولاية كارولاينا الجنوبية على مدى 45 يوما خلال شتاء 1785-1786.
تم توقيع المعاهدات في مزرعة يملكها الجنرال أندرو بيكينز [الإنجليزية]، والتي تشير إليها نصوص المعاهدة باسم "هوبويل على نهر كيوي [الإنجليزية]". يُسجل عالم الأنثروبولوجيا جيمس موني أن "المزرعة كانت تقع على الحافة الشمالية لمقاطعة أندرسون الحالية، على الجانب الشرقي من نهر كيوي، مقابل مدخل نهر ليتل [الإنجليزية] أدناه وبقرب ثلاثة أميال من بيندلتون الحالية. على مقربة منها، على الجانب الآخر من نهر كيوي، كانت تقع مدينة سينيكا القديمة من قبيلة الشيروكي، التي دمرها الأمريكيون عام 1776."